# IAS 7
IAS 7 «Отчёт о движении денежных средств»  — международный стандарт финансовой отчетности, предоставляющий информацию об изменениях в денежных средствах и эквивалентах денежных средств компании в форме отчета о движении денежных средств, где классифицируются потоки денежных средств на операционную, инвестиционную и финансовую деятельность за отчётный период. Стандарт действует с 01.01.1994 года.

## История создания
В июне 1976 года вышел проект стандарта E7 «Отчёт о поступлении и использовании средств», а в октябре 1977 года опубликован стандарт IAS 7 «Отчёт об изменениях в финансовом положении». В июле 1991 года вышел Проект стандарта E36 «Отчёт о движении денежных средств», а в декабре 1992 вышел стандарт в редакции 1992 года IAS 7 «Отчёт о движении денежных средств» с датой вступления 1 января 1994 года. 6 сентября 2007 года вышли поправки согласно IAS 1 , 16 апреля 2009 года вышли ещё одни поправки в отношении расходов, которые не приводят к признанию актива с датой вступления в силу 1 января 2010 года. 1 июля 2009 года вступили поправки, касающиеся изменения доли собственности в дочерней компании согласно IAS 27 редакции 2008 года. 29 января 2016 года внесены изменения по раскрытию информации, которые вступят в силу 1 января 2017 года.
В России МСФО (IAS) 7 «Отчет о движении денежных средств» (в редакции от 07.05.2013 года) принят приказом Минфина РФ от 28.12. 2015 г. N 217н «О введении МСФО и Разъяснений МСФО в действие на территории РФ и о признании утратившими силу некоторых приказов Минфина РФ».

## Цель
Цель стандарта — предоставления информации об изменениях в денежных средствах и эквивалентах денежных средств компании в форме отчета о движении денежных средств, где классифицируются потоки денежных средств на операционную, инвестиционную и финансовую деятельность за отчётный период.

## Определения
Денежные средства  — наличные средства, банковские счета и депозиты, которые могут быть получены компанией по требованию.
Эквиваленты денежных средств — краткосрочные высоколиквидные инвестиции, которые легко могут быть конвертированы в заранее известное количество денежных средств, риск изменения стоимости невысок и имеет первоначальный срок погашения не более трех месяцев (это депозиты до востребования, краткосрочные депозиты, векселя по предъявлению, краткосрочные векселя (не дольше трех месяцев), привилегированные акции с фиксированной датой выплаты, краткосрочные облигации, а также банковские овердрафты).
Потоки (движение) денежных средств — притоки (поступления) и оттоки (выплаты) денежных средств и их эквивалентов.
Операционная деятельность  — основная деятельность, генерирующая выручку, и прочая деятельность, не являющаяся финансовой и инвестиционной, для генерирования достаточного количества денежных средств без привлечения дополнительного финансирования, где притоки — это поступления от продажи товаров, выполнения работ, оказания услуг, платежей от аренды, гонорары, комиссионные, страховые премии и возврат налоговых платежей, а оттоки — это выплаты поставщикам товаров, работ и услуг, работникам, страховые сборы и налоговые платежи.
Инвестиционная деятельность  — приобретение и выбытие внеоборотных (долгосрочных) активов и других инвестиций (долговых и долевых финансовых инструментов), не относящихся к денежным эквивалентам и удерживаемых для продажи для создания будущего дохода и генерирования будущих потоков денежных средств, где потоки — это притоки поступления от продажи основных средств, нематериальных активов и прочих внеоборотных активов, акций, долей и долговых инструментов, по займам выданным, в погашение выданных ранее авансов, кроме выплат по операционной деятельности, а оттоки — это выплаты на приобретение внеоборотных активов, капитализированные затраты на разработку, затраты на производство основных средств собственными силами, на приобретение акций, долей и долговых инструментов, по авансам, предоставленным третьим сторонам, кроме выплат по операционной деятельности.
Финансовая деятельность — деятельность, при которой изменяется структура (размер) собственного капитала, её кредитов и займов, включая получение и возврат ресурсов собственникам и кредиторам для прогнозирования платежей по требованиям сторон предоставивших компании капитал, где притоки — это поступления от эмиссии акций, по выпущенным облигациям, векселям и прочим долговым ценным бумагам, по кредитам и займам полученным, а оттоки — это выплаты собственникам при выкупе или погашении акций, при выкупе или погашении облигаций, векселей и прочих долговых ценных бумаг, по кредитам и займам полученным, платежи по финансовой аренде.

## Представление отчета о движении денежных средств
Поток денежных средств между статьями не учитываются в отчёт о движении денежных средств, так как это управление денежными средствами компании, а не операционная или инвестиционная или финансовая деятельность, а притоки и оттоки от денежных операций представляются раздельно кроме случаев, когда поступления и выплаты отражают сделку или имеют высокую оборачиваемость с крупными суммами и короткими сроками погашения.
Отчет о движении денежных средств представляет движение денежных средств в разрезе: операционной, инвестиционной и финансовой деятельности, используя прямой или косвенный метод.

### Прямой метод
Прямой метод раскрывает информацию об основных видах валовых денежных потоках, которая может быть получена из учётных записей компании или путём корректировки продаж, себестоимости продаж и других статей: изменения в запасах, операционной дебиторской и кредиторской задолженности, в не денежных статьях, в прочих статьях
Отчет о движении денежных средств через прямой метод
| Потоки денежных средств от операционной деятельности                         |     |
| Поступления от покупателей                                                   | Х   |
| Оплата поставщикам и работникам                                              | (Х) |
| Денежные средства от операционной деятельности                               | X   |
| Уплаченные проценты                                                          | (Х) |
| Уплаченный налог на прибыль                                                  | (X) |
| Чистые денежные средства от операционной деятельности                        | X   |
| Потоки денежных средств от инвестиционной деятельности                       |     |
| Продажа основных средств                                                     | X   |
| Приобретение основных средств                                                | (X) |
| Полученные проценты                                                          | X   |
| Полученные дивиденды                                                         | X   |
| Чистые денежные средства от инвестиционной деятельности                      | X   |
| Потоки денежных средств от финансовой деятельности                           |     |
| Поступления от эмиссии акций                                                 | X   |
| Поступления от долгосрочных займов                                           | X   |
| Погашение обязательств по финансовой аренде                                  | (X) |
| Уплаченные дивиденды                                                         | (X) |
| Чистые денежные средства от финансовой деятельности                          | X   |
| Чистое приращение денежных средств и эквивалентов денежных средств           | X   |
| Денежные средства и эквиваленты денежных средств на начало периода           | X   |
| Денежные средства и эквиваленты денежных средств на средств на конец периода | X   |

Суммы, составляющие операционный раздел отчета о движении денежных средств, при применении прямого метода являются расчетными (они не отражаются напрямую на бухгалтерских счетах) — формулы для пересчета статей отчета о прибылях и убытках по прямому методу:
Чистые продажи + ДЗ на начало — ДЗ на конец (списанная ДЗ) = Денежные средства, полученные от покупателей
Себестоимость + Запасы на конец (КЗ на начало) — Запасы на начало (КЗ на конец, Амортизация) = Денежные средства, уплаченные поставщикам
Операционные расходы + Предоплаченные расходы на конец (Начисленные затраты на начало) — Предоплаченные на начало (Амортизация, Начисленные затраты на конец, Безнадежные долги) = Денежные средства, уплаченные по операционным расходам.

### Косвенный метод
Косвенный метод — метод при котором корректируется чистая прибыль или убыток с учётом операций неденежного характера, отложенных или будущих денежных поступлений и статей доходов, связанных с движением денежных средств по инвестиционной или финансовой деятельности.
Отчет о движении денежных средств через косвенной метод
| Потоки денежных средств от операционной деятельности                         |     |
| Прибыль до налогов                                                           | Х   |
| Корректировки на амортизацию                                                 | Х   |
| Корректировки на инвестиционный доход                                        | (Х) |
| Корректировки на проценты начисленные                                        | Х   |
| Операционная прибыль до изменения оборотного капитала                        | Х   |
| уменьшение торговой дебиторской задолженности                                | Х   |
| увеличение запасов                                                           | (Х) |
| увеличение торговой кредиторской задолженности                               | Х   |
| Денежные средства от операционной деятельности                               | X   |
| Уплаченные проценты                                                          | (Х) |
| Уплаченный налог на прибыль                                                  | (X) |
| Чистые денежные средства от операционной деятельности                        | X   |
| Потоки денежных средств от инвестиционной деятельности                       |     |
| Продажа основных средств                                                     | X   |
| Приобретение основных средств                                                | (X) |
| Полученные проценты                                                          | X   |
| Полученные дивиденды                                                         | X   |
| Чистые денежные средства от инвестиционной деятельности                      | X   |
| Потоки денежных средств от финансовой деятельности                           |     |
| Поступления от эмиссии акций                                                 | X   |
| Поступления от долгосрочных займов                                           | X   |
| Погашение обязательств по финансовой аренде                                  | (X) |
| Уплаченные дивиденды                                                         | (X) |
| Чистые денежные средства от финансовой деятельности                          | X   |
| Чистое приращение денежных средств и эквивалентов денежных средств           | X   |
| Денежные средства и эквиваленты денежных средств на начало периода           | X   |
| Денежные средства и эквиваленты денежных средств на средств на конец периода | X   |

## Раскрытие информации
Движение денежных средств отражается в той валюте, в какой компания составляет отчётность. Курс иностранной валюты учитывается на дату возникновения денежного потока, а прибыль или убыток по курсовым разницам, не являясь движением денежных средств, может отражаться в форме расчётного сальдо отдельной строкой, которое отражает изменение обменных курсов.
Выплаты процентов и дивидендов раскрываются отдельно. Выплаченные проценты, полученные проценты и полученные дивиденды классифицируются по операционной деятельности, если участвуют в формировании чистой прибыли, или по финансовой деятельности, если представляют собой затраты на приобретение финансовых ресурсов, или по инвестиционной деятельности, если это затраты на приобретение финансовых ресурсов или доход на инвестированный капитал.
Выплаты налогов относятся к потокам по операционной деятельности, налог на прибыль раскрывается отдельно.
Поступления и платежи по фьючерсам, форвардам, опционам и свопам раскрываются в составе инвестиционной деятельности кроме торговых контрактов (операционная деятельность) или финансовой деятельности.
Потоки ассоциированной и совместной компании раскрываются движением денежных средств между компанией-инвестором и объектом инвестирования (дивиденды, авансы).
Компания раскрывает учётную политику, определяющую состав денежных средств и их эквивалентов и их изменения.
Обязательные раскрытия:
- любые ограничения на использование значительных сумм денежных средств;
- различия между статьями «денежные средства и эквиваленты денежных средств» ОДДС и ОФП;
- инвестиционная и финансовая деятельность без использования денежных средств в отчет о движении денежных средств не включается, но раскрывается в примечаниях к отчетности: приобретение активов через финансовую аренду или путём принятия на себя обязательств; приобретение компании через эмиссию акций; конвертирование задолженности в собственный капитал;
- информация по приобретении или продажи дочерних, ассоциированных и совместных компаниях: общая стоимость сделки; доля, покрытая денежными средствами; сумма денежных средств в распоряжении дочерней компании; стоимость активов (кроме денежных средств и эквивалентов) и обязательств, сгруппированных по основным категориям.

Рекомендуемые раскрытия:
- размер и ограничения не привлеченных, но возможных займов для финансирования операционной или финансовой деятельности в будущем;
- агрегированные значения денежных потоков при инвестиции в совместные предприятия при консолидации по пропорциональному методу;
- отдельно агрегированные значения денежных потоков вследствие роста производительности для поддержания нормальной производительности;
- денежные потоки по сегментам.

Согласно IFRS 5 раскрывается: размер чистых потоках денежных средств по операционной, инвестиционной и финансовой прекращенной деятельности.
Согласно IFRS 12 по каждой дочерней компании, имеющей существенную неконтролирующую долю, раскрывается: выплаченные дивиденды; агрегированная финансовая информация об активах, обязательствах, прибылях и убытках, денежных потоках.